# Orde van de Dames van Tortosa
De Orde van de Dames van Tortosa ook wel "Orden de la Hacha" genoemd,  werd in 1149 door graaf Berengarius van Barcelona ingesteld.De onderscheiding werd verleend aan de dappere vrouwen van het stadje Tortosa die zich te weer stelden tegen de aanvallende Moren.
De naam "Orden de la Hacha" kan worden vertaald als "Orde van het Bijltje" of, overdrachtelijker, "Orde van zij die de wapens opnamen".
Van een insigne of een lint van deze Damesorde is niets bekend.